# Among Us
Among Us (транскр.  Амонг ас; у преводу: Међу нама) је видео-игра за више играча базирана на друштвену дедукцију, у почетку објављена 2018. године за Android и iOS, а касније и за Windows исте године, коју је развио и издао амерички студио Innersloth. Касније је игрица издата за Nintendo Switch у децембру 2020. године, са планираним изласцима за PlayStation 4, PlayStation 5, Xbox One и Xbox Series X/S током 2021. године. Игрица је делимично инспирисана друштвеном игром Мафија али и научнофантастичним хорор филмом Створ.
Радња игре је смештена у средини налик свемиру, у једној од четири мапе (The Skeld, MIRA, Polus и The Airstrip). Играчи су распоређени у две улоге: већина је распоређена у "чланове посаде" (Crewmate), а одређени број играча су "уљези" (Impostor). Циљ чланова посаде је да идентификују уљезе и избаце их док завршавају задатке постављене око мапе, а циљ уљеза је да саботирају и убију све чланове посаде пре него што заврше своје задатке. Играчи за које се сумња да су уљези могу бити избачени гласањем, које може бити сазвано приликом било ког ванредног састанка или приликом пријављивања мртвог тела. Чланови посаде побеђују ако су сви задаци завршени или сви уљези избачени; док уљези побеђују ако саботажа остане нерешена или ако је једнак број уљеза и чланова посаде.
Иако је објављена 2018. године, масовну популарност доживљава тек 2020. године због стримера на Twitch-у и Јутјубера који су је играли. За популарност је заслужна чак и пандемија ковида 19. Игрица је наишла на позитивне критике, где је хваљена за место радње али и сам начин играња, али критикована због својих техничких проблема. Као одговор на популарност игре, наставак Among Us 2 је најављен у августу 2020. године, али је отказан после месец дана у намери посвећивања унапређења оригиналне игрице. Такође, Among Us је инспирисала настанак неколико интернет мимова.

## Начин играња
је игра за више играча; у једној рунди може да их буде (у укупном броју) од четири до петнаест од којих се највише три случајно бира да буду уљези у свакој рунди. Рунда се може одвијати на једној од четири мапе: свемирски брод назван The Skeld, седиште фирме названо MIRA HQ, планетарна база названа Polus, или The Airstrip базиран на Innersloth-ову серију Henry Stickmin.
На почетку игре члановима посаде се додељују задаци да се заврше око мапе у облику мини-игара, који се састоје од одржавања виталних система попут поправљања жица или преузимања података. Уљезима се даје лажни списак задатака ради уклапања са члановима посаде. Међутим, они не могу да заправо и одраде задатке. Уљези могу да саботирају виталне системе (као нпр. систем допремања кисеоника), путују кроз вентиле и сарађују са другим уљезима ради убијања других чланова посаде. Ако играч умре, постаје дух. Духови могу да пролазе кроз зидове, посматрају друге играче и дописују се са другим духовима. "Живи" играчи имају ограничену видљивост док духови немају то ограничење.
Духови помажу живим саиграчима у завршавању задатака (као чланови посаде) или саботирању (као уљези). Уљези побеђују ако саботажа остане нерешена или ако убију довољно чланова посаде, толико да њихов број буде једнак броју уљеза. Чланови посаде побеђују уколико победе све задатке или уколико избаце све уљезе. Поред тога, рунда се може завршити ако је довољан број играча напусти, тако да се испуни један од два претходна критеријума (ако члан посаде напусти игру, сви задаци му се сматрају завршеним).
Како би чланови посаде разоткрили уљезе, постоје разни системи надзора на свакој мапи (као нпр. у Skeld-у, систем видео надзора). Чланови посаде могу такође да потврде свој идентитет кроз визуелне задатке, што је нешто што уљези не могу да лажирају. Било који живи играч коже да сазове састанак приликом пријаве мртвог тела или приликом сазивања ванредног састанка (осим током великих саботажа када ванредни састанци не могу бити сазвани, али мртва тела и даље могу бити пријављена).
Током састанка, играчи гласају за онога за кога верују да је уљез на основу доступних доказа. Онај који има највише гласова се избацује и потом постане дух. Такође играчи могу да комуницирају путем текстуалног чета, али само током састанака (духови, међутим, могу да комуницирају било кад током игре). Иако игра нема интегрисани гласовни чет, уобичајено је да играчи користе неки други софтвер за ту намену, нарочито Discord.
У "лобију" сваке рунде, могуће је подесити разна подешавања како би се уредили различити аспекти самог играња, као на пример: брзина кретања играча, дозвољен број ванредних састанака, број задатака, да ли ће бити визуелних задатака или не, као и да ли ће улога избаченог играча бити откривена (тј. да ли је био уљез или члан посаде) или не. Постоје и разне опције за уређивање изгледа играча, попут боја свемирског одела, љубимаца, шешира и "скинова", од којих су неки плаћени садржај за преузимање.